# Iver Tildheim Andersen
Iver Tildheim Andersen, född 29 september 2000, är en norsk längdskidåkare som representerar klubben Rustad Idrettslag.

## Karriär
Iver Tildheim Andersen debuterade i världscupen i längdskidåkning år 2022. Han har totalt tagit sex pallplatser i världscupen varav två individuella vinster.